# مقاطعة هنريكو (فيرجينيا)
 مقاطعة هنريكو  (بالإنجليزية:  Henrico County)‏ هي إحدى المقاطعات في ولاية فيرجينيا في الولايات المتحدة الأمريكية.

## أعلام
- غابرييل بروسر
- جوزيف س. مايو
- بيفيرلي راندولف
- جون غريغ
- ويليام وود كرامب